# Alcis subrepandata
Alcis subrepandata là một loài bướm đêm trong họ Geometridae.